# 새뮤얼 추쿠에제
새뮤얼 치메렝카 추쿠에제(영어: Samuel Chimerenka Chukwueze, 1999년 5월 22일 ~ )는 나이지리아의 축구 선수로, 현재 이탈리아 세리에 A의 AC 밀란에서
라이트 윙어로 뛰고 있다.

## 구단 경력

### 비야레알
추쿠에제는 2017년 현지 팀 다이아몬드 풋볼 아카데미에서 비야레알의 다재다능한 유소년 팀에 합류했다. 처음에는 클럽의 후베닐 A 대표팀에 합류한 후, 2018년 4월 15일, 세군다 디비시온 B 원정에서 세르히오 로자노와 후반 교체 투입되어 CE 사바델과의 원정 경기를 치렀다.
추쿠에제는 2018년 5월 20일, 빌바오 아틀레틱과의 원정 경기에서 팀의 두 번째 골을 넣으며 시니어 무대 첫 골을 넣었다. 첫 시즌 동안 11경기에 출전해 2골을 넣으며 팀이 플레이오프에서 승격을 놓쳤다.
추쿠에제는 2018-19년 UEFA 유로파리그 레인저스와의 홈 경기에서 니콜라 산소네와 교체되어 1군 데뷔 전을 치렀다. 또한 2018-19년 라리가 1-1로 비긴 레반테와의 홈 경기에서 90분 풀 플레이를 펼치며 라리가 데뷔 전을 치렀다.
2019년 4월에는 나이지리아 축구 연맹의 2018년 올해의 젊은 선수상을 수상했다.
2022년 4월 12일, 바이에른 뮌헨과의 2021-22년 UEFA 챔피언스리그 8강 2차전 원정 경기에서 추쿠에제가 88분 동점골을 터뜨리며 비야레알의 대회 준결승 진출에 기여했다.
2023년 4월 8일, 추쿠에제는 레알 마드리드와의 원정 경기에서 3-2로 승리하는 데 도움을 기록하며 2골을 넣었다.

### AC 밀란
2023년 7월 27일, 세리에 A 클럽 AC 밀란은 추쿠에제와 2028년 6월 30일까지 계약을 맺었다고 발표했다.
11월 28일, 그는 챔피언스리그에서 열린 보루시아 도르트문트와의 홈 경기에서 팀의 첫 골을 넣었다.
12월 13일, 그는 2-1로 승리한 뉴캐슬 유나이티드와의 원정 경기에서 84분에 후반전에 결승골을 넣었고, 이 경기에서 팀은 조 3위를 차지하며 유로파리그 진출권을 획득했다.
3월 17일, 엘라스 베로나와의 세리에 A 경기에서 교체 투입되어 AC 밀란에서의 첫 리그 골인 3-1 승리에서 마지막 골을 넣었다.
2024년 4월 14일, 사수올로와의 리그 경기에서 추쿠에제는 두 골을 넣었지만 모두 마이크로오프사이드에서 제외되었다.

## 국가대표팀 경력
나이지리아에서 17세 이하 국가대표팀으로 활약한 그는 2018년 10월에 성인 국가대표팀에 처음으로 소집되었다. 2018년 11월 20일, 우간다와의 친선 경기에서 선발로 출전하여 나이지리아 국가대표팀에 데뷔했다.
2019년 5월, 추쿠에제는 2019년 아프리카 네이션스컵과 2019년 FIFA U-20 월드컵에 초청받았다. 하지만 비야레알은 대회에 한 번만 출전할 수 있다고 말했다. 결국 그는 이집트에서 개최되는 아프리카 네이션스컵에 합류하기로 결정했고, 8강전에서 나이지리아가 남아프리카 공화국을 상대로 2-1로 승리하는 데 첫 국가대표 골을 넣었다.
2년 후, 추쿠웨제는 2021년 아프리카 네이션스컵에 참가하기 위해 선발되었다. 나이지리아는 16강전에서 튀니지를 1-0으로 이겼다.
2023년 12월 29일, 조제 페세이루가 선정한 나이지리아 선수 25명 중 2023년 아프리카 네이션스컵에 출전할 선수로 선정되었다.

## 수상

### 클럽
비야레알 CF
- UEFA 유로파리그 : 2020-21[22]

 AC 밀란
- 수페르코파 이탈리아나 : 2024-25

### 국가대표팀
나이지리아 U-17
- FIFA U-17 월드컵 : 우승 (2015)

 나이지리아
- 아프리카 네이션스컵 : 3위 (2019), 준우승 (2023)

### 개인
- FIFA U-17 월드컵 브론즈 부트 : 2015
- DFA 선정 올해의 가장 영향력 있는 선수 : 2016
- MCL컵 최우수선수 : 2016